# 밀라임 라마
밀라임 라마(알바니아어: Milaim Rama, 1976년 2월 29일, 질란 구 비티 ~)는 전 프로 축구 선수로, 현역 시절 대부분을 툰에서 보냈다. 툰 외에도, 그는 아우크스부르크, 샤프하우젠에서도 활약했다. 유고슬라비아 사회주의 연방 공화국에서 출생한 그는 국가대항전에서 스위스 국가대표팀 일원으로 활약했다.

## 국가대표팀 경력
라마는 국가대항전에서 알바니아나 스위스 국가대표팀에서 활약할 선택권이 있었는데, 그는 후자의 국가대표팀 소속으로 2003년 8월 20일에 프랑스와의 친선경기에서 스테판 샤퓌자와 46분에 교체되어 신고식을 치러, 스위스 국가대표팀 경기에 출전한 첫 코소보인 선수가 되었다. 그의 마지막 국가대표팀 경기는 2004년 6월 21일에 열린 프랑스와의 유로 2004 조별 리그 경기였다.

## 사생활
라마는 유고슬라비아 사회주의 연방 공화국의 비티 출신으로, 코소보계 알바니아인 부모 사이에서 비티 근교의 지티 마을에서 출생했다. 그는 17세의 나이로 스위스로 이주했고, 2003년에 스위스 시민권을 취득했다. 라마는 코소보 국가대표 선수인 알케타 라마의 부친이기도 하다.